# トリアノンの幽霊

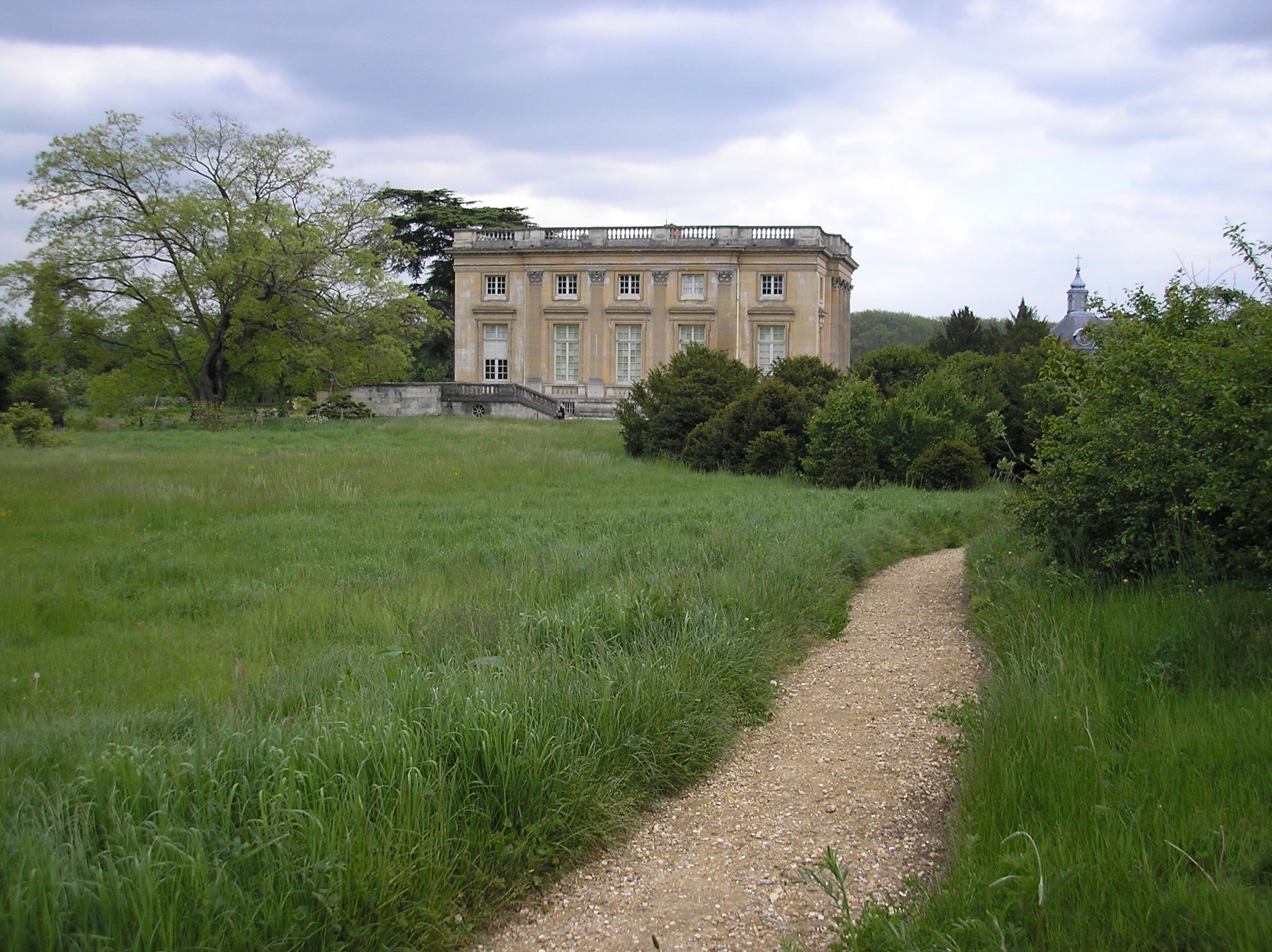
事件の舞台となったプチ・トリアノン

トリアノンの幽霊（トリアノンのゆうれい、英語: Ghosts of Trianon、フランス語: Fantômes du Trianon, 別名： ヴェルサイユの幽霊もしくはモーバリー・ジュールダン事件）は、シャーロット・アン・モーバリー（1846-1937）とエレノア・ジュールダン（1863-1924）が、1901年8月10日にフランスのヴェルサイユ宮殿の離宮 プチ・トリアノンを訪問した際にタイムスリップを体験し、マリー・アントワネットやその他の同時代の宮殿関係者を見かけたとされる事件である。
二人はともにイングランドの名門学校の教師だった。その体験は1911年にエリザベス・モリソンとフランシス・ラモントのペンネームで出版された彼女たちの著書『アン・アドベンチャー』の中で詳しく明かされた。オカルト史上でも最も有名かつ最も物議を醸した事件の一つである。

## 背景

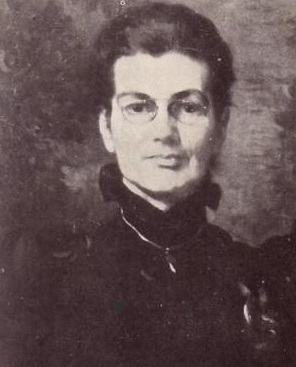
シャーロット・アン・モーバリー

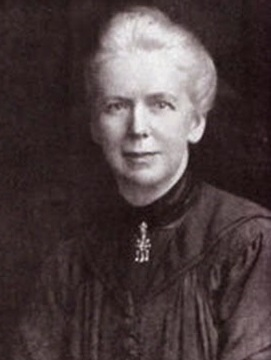
エレノア・ジュールダン

1846年に出生したシャーロット・アン・モーバリーは15人の子供に恵まれた家庭の第十子であった。彼女の父のジョージ・モーバリーはウィンチェスター・カレッジの校長を務めた後、1869年にソールズベリー主教に任命された 。彼女は1886年にオックスフォード大学セント・ヒューツ・カレッジのプリンシパル（学長）に就任した。カレッジの運営を補佐してくれる人材を望み、エレノア・ジュールダンにその役割を要請した。
1863年に出生したエレノア・ジュールダンは10人の子供に恵まれた家庭の第一子であり、美術史家のマーガレット・ジュールダンと数学者のフィリップ・ジュールダンの姉でもあった。ほとんどの女子が家庭で教育を受けた時代でありながら、彼女はマンチェスターにある学校に通った。
ジュールダンは数冊の教科書の著者でもあり、事件後にはセント・ヒューツ・カレッジの副プリンシパルに就任した。ジュールダンはパリに所有するアパートでイギリス系の子供を個別に教育し、モーバリーがここに泊まりに来ることもあった。

## 事件の発生

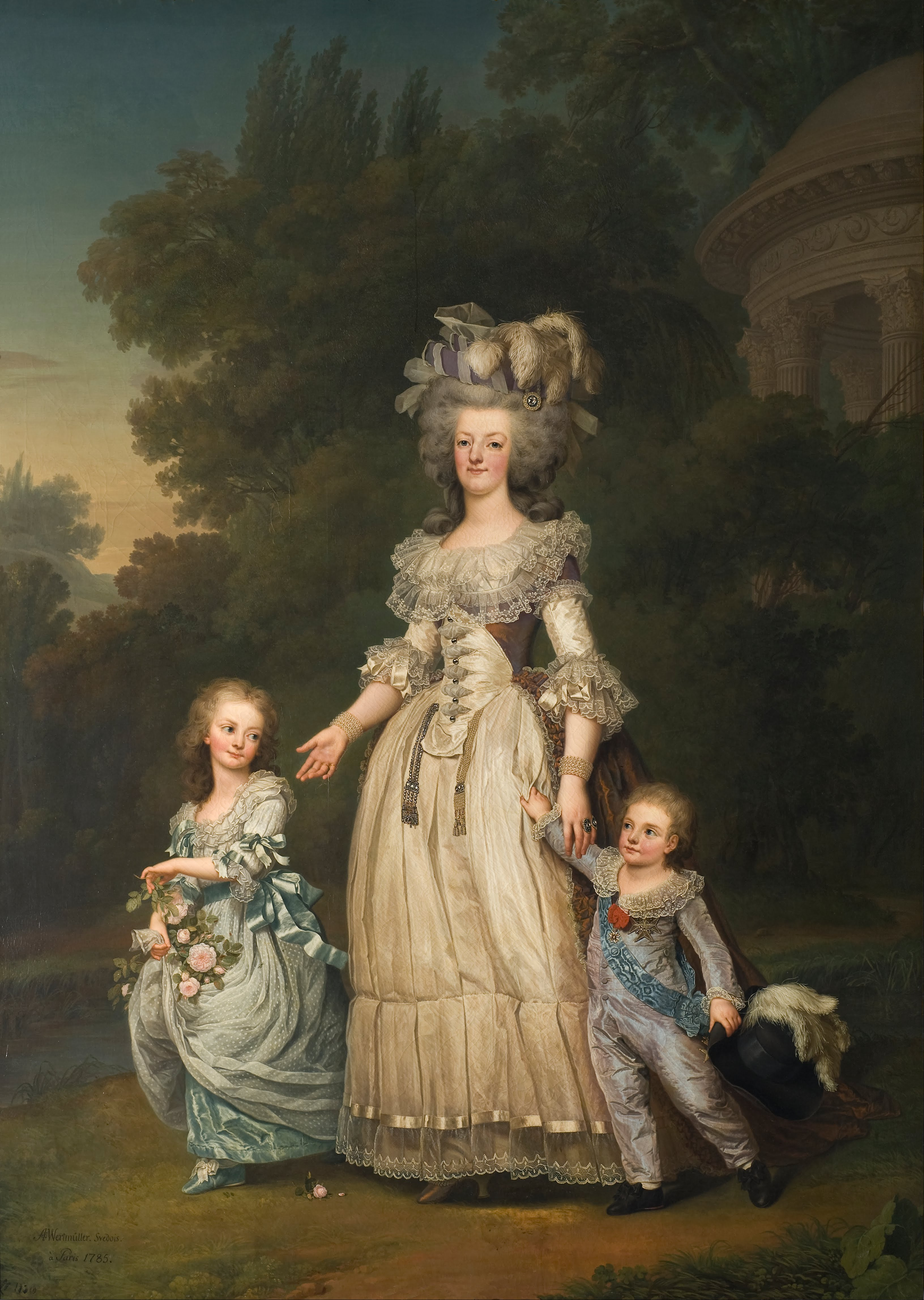
ヴェルトミュラーによるマリー・アントワネット、マリー・テレーズ、ルイ＝ジョゼフの肖像画。モーバリーはプチ・トリアノンの近くでスケッチをしていた女性がこの絵に描かれているアントワネットに似ていると主張した

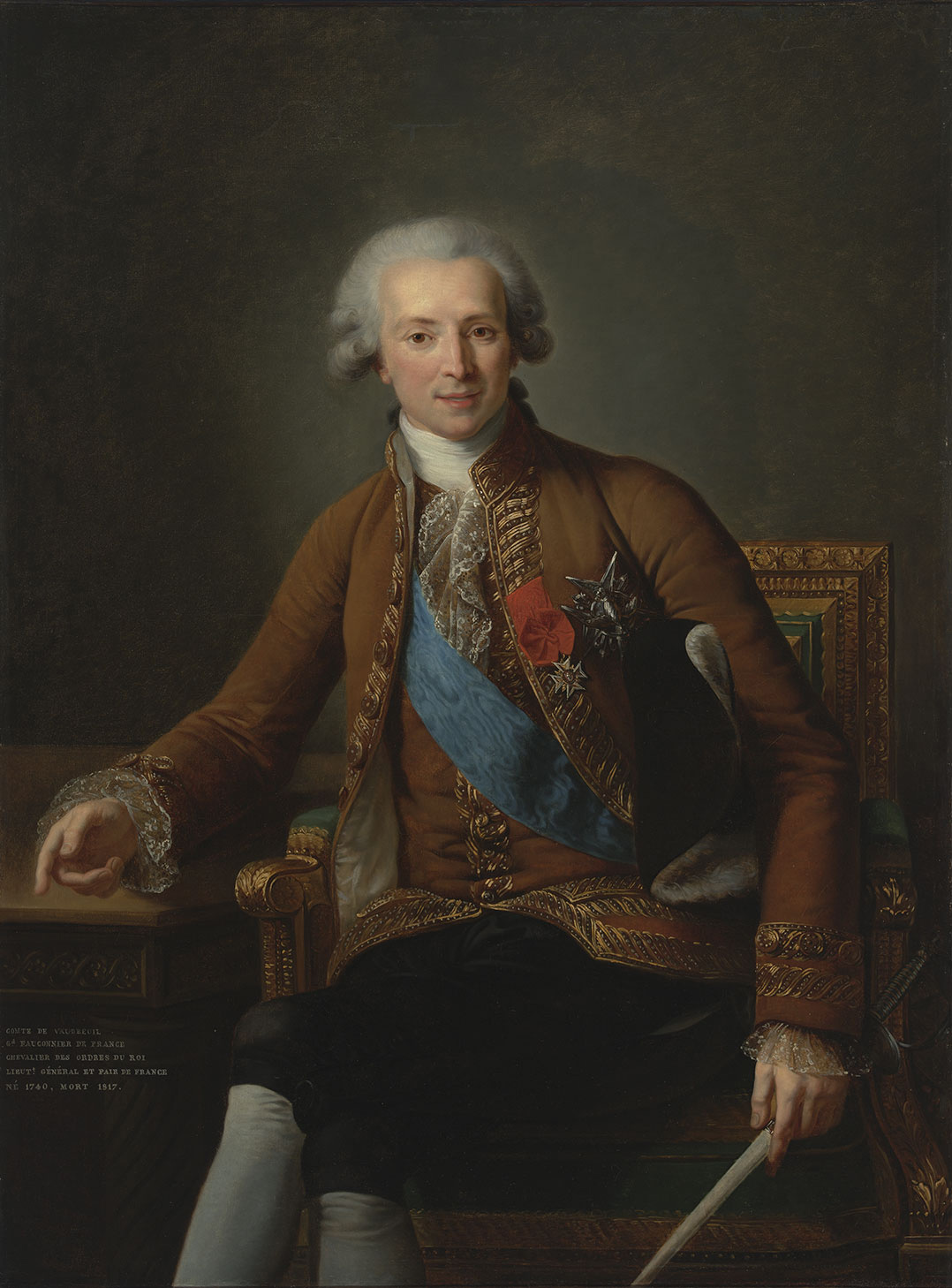
キオスクのそばに座っていた男性の有力候補として挙げられたヴァンドルイユ伯爵

シャーロット・アン・モーバリーとエレノア・ジュールダンはパリで何日かの観光旅行をした後で、ヴェルサイユ宮殿を訪問することを決めた。ヴェルサイユがどんな意味を持つのかということにも無知だった二人は「ベデカー」の旅行案内書でおおよその見当をつけて出掛けた。二人が列車でヴェルサイユを訪れたのは1901年8月10日の午後のことである。ヴェルサイユの中でわずかばかりの時間を過ごした後、プチ・トリアノンへ行くことにした。
二人はまず、樹木の間の小道をしばらく歩いてグラン・トリアノンにたどり着いた。この建物のところを左折して通り過ぎると、芝生の生えた幅の広い車寄せの道に出た。車寄せの道を横切ってこの道と交差している細い道をたどっていった。モーバリーはこの細い道の曲がり角に建っている建物の窓から、一人の女性が白い布切れを振っていることに気付いた。ジュールダンは細い道の右側に無人でうち捨てられている様子の農家の建物があるのを発見し、古いタイプの鋤が転がっているのに気付いた。
三本に分かれる分かれ道では、真ん中の道の少し先の方に二人の男性の姿が見えたので、二人の女性はその道を行き、男性に道を尋ねた。モーバリーとジュールダンの質問に二人の男性は「真っすぐ行け」と答えた 。モーバリーは彼らはれっきとしたお役人で、「三角帽をかぶり、灰色がかった緑色の長いコートを着ていた」と記述している。ジュールダンはそこにいた時に、右手にがっちりした造りの一軒家のようなコテージがあるのを発見し、建物の戸口の前に一人の大人の女性と一人の少女が立っているのに気付いた。女性は少女に水差しを手渡そうとしていた。この二人は絵画的なポーズを取っているようにも見えたという。ジュールダンは二人が着ていたドレスがその当時、全く見かけないものだったので、特に注意を引いたと記述している。
二人の男性に教えられたとおりに、二人の女性は道を歩いていった。ジュールダンは歩いていくうちに、重苦しくて気が塞がるような夢の中で歩いているような気がし始めた。しばらく歩くと道が交差する場所に出た。正面に樹木の中にある一つの建物が現れた。建物の階段のところに厚い黒のコートを羽織り、緑つきの帽子をかぶった男性が一人座っていた。ジュールダンは「男はゆっくりと顔を向けましたが、その顔は天然痘のあばただらけで暗い表情をしていました。私は彼が特に私たちの方を見ているとは感じませんでしたが、なんとも不吉な感じ、しかし何が不吉なのかはよくわからないといった感じでした」と記述している。モーバリーも同様に、屋根付きの小さな屋外音楽堂に見えたこの丸いキオスクに来て、どうしようもないほどの重苦しい気分に沈んでしまった。「キオスクの裏の樹木さえ平べったくて生命のないものに変わったように思われ、それはまるで実際の樹木ではなくてタペストリーの中に織られた樹木のように見えるのでした。樹木には光も影もなくなり、樹木をそよがす風もなくなってしまいました」と記述している。また、そばに座っていた男性については「男の顔は嫌な顔付きで、その表情も気味悪いものでした。暗く粗野な顔つきに私は驚いたのです」と記述している。どちらの道へ行こうか迷っていたところ、「まるで岩の中から抜け出たか、岩を飛び越えて現れたのか」昔の絵画の中の人物のような感じを抱かせる髪型の別の男性が突如として二人の女性の目の前に姿を現した。モーバリーは「間違いなく紳士で背が高く、大きな褐色の目をしていて、かたい感じのカールした黒髪を眼と同じように大きなソンブレロ帽の下からのぞかせていました」と記述している。彼は「奥様がた、奥様がた」と叫び、二人が振り返ると「そこを通っちゃいけません。ここを通って･･･その建物へ行きなさい」とかなり変わったフランス語の発音で道案内してくれた。別の男性は非常に奇妙な感じの笑いの表情を浮かべ、二人が感謝の気持ちを伝えるや否や、すぐにその場から走り去った。
二人が小さな橋を渡って歩き続け、細い道を通っていくと、すぐにプチ・トリアノンの庭園にたどり着いた 。モーバリーは草の上に座り、スケッチをしている一人の女性を発見した。彼女は若くはなく、どちらかといえば美しい顔をしていたが、魅力のある顔には思えなかったという。また、白いけど古くなった帽子をかぶり、スカートの中にも入っているロング・ウェストのうすい夏用の服をネッカチーフ式に肩のところで巻き付けて着ていた。ドレスは古風でどこか変わったスタイルだったと、その身なりについて詳しく説明している。その後にテラスに上がり、モーバリーは今度は後方からこの女性の姿を見た。不思議なことにモーバリーが庭園で見たこの女性をジュールダンは全く見なかったという。
建物の正面玄関から玄関広間に入った二人は結婚パーティーの到着を出迎え、そのパーティーに参加した。その後に二人が前庭から外に出ると、小さい馬車が待機しており、それに乗ってヴェルサイユの中にあるホテルに戻り、ここでお茶を飲んだ 。

## 調査結果

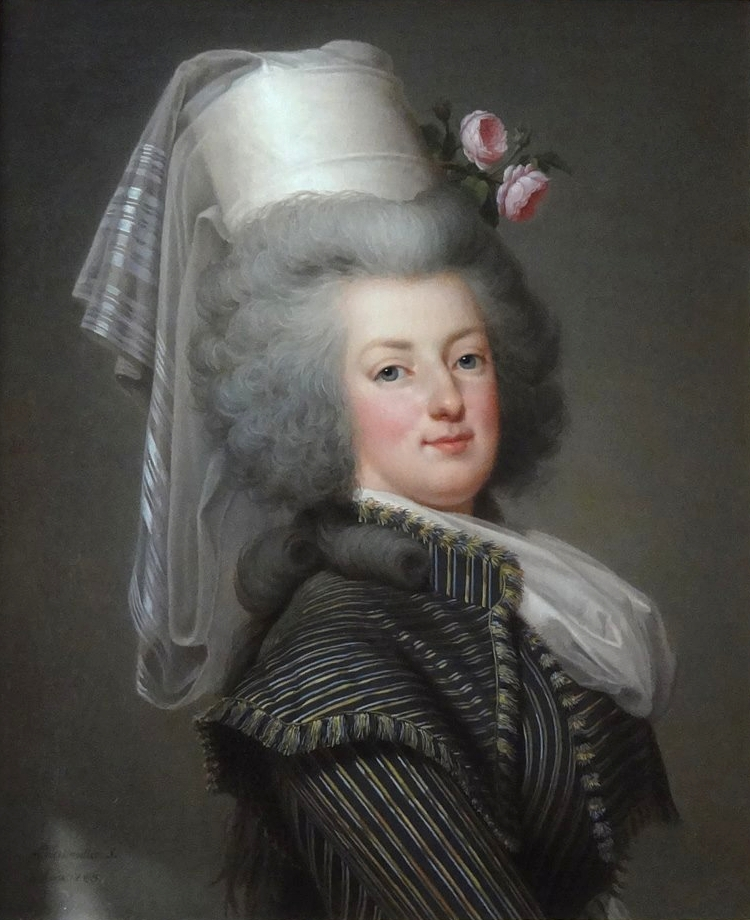
ヴェルトミュラーによる王妃マリー・アントワネットの画、1788年

事件から1週間後、パリ旅行のことを故郷への手紙に書き始めたモーバリーはあの日の午後と全く同じ夢の中のような塞いだ気分にとらわれてしまい、ジュールダンにプチ・トリアノンに幽霊が出ると思っているか尋ねた。ジュールダンはそう思っていると即座に答えた。その3か月後にどこまで同じものを見たのか疑問がわいた二人はお互いに別々にトリアノンを訪れた時の自分の体験を文章に書きとめ、トリアノンの歴史についてもっと調べてみることを決めた。そうしていくうちに、二人がトリアノンを訪問する日のちょうど109年前にあたる1792年8月10日にテュイルリー宮殿が襲撃され、スイス衛兵が大虐殺されていたことがわかった（8月10日事件）。
二人は事件後にも何度かトリアノンの庭園を訪れたが、前に見た場所を発見することができなかった。あの日にあったはずのキオスクや橋などの観光スポットが姿を消しており、あの日と違ってたくさんの人が来て賑わっていた。
二人が調査した結果、以下のようなこともわかった。
- ジュールダンはフランス人の友人から「酪農所」の中でバターを作っているマリー・アントワネットの幽霊が出現するという伝説が昔からあること、彼女が最後にトリアノンに行ったのは1789年10月5日だったことを聞いた[39]。
- フランス革命で処分されるまでプチ・トリアノンにはルイ15世時代に使われていた鋤が1本だけあった。これと同じタイプの鋤の絵を1907年に入手したが、ジュールダンがあの日に見た鋤と同じ把手がついていた[40]。
- 「コメディ・フランセーズ」で演じられる『セビリアの理髪師』の劇中で見られる、昔の王家の使用人たちの服装を引き継いだ登場人物たちの服装は赤い靴下が加わっている点を除き、あの日に見た二人の役人の服装と同じものであった[41]。
- 1909年にパリから二つの古い地図を入手した。一つは1840年?の日付けの地図で「見晴らし台」の岩の上に位置していた小さな丸型の建物と考えられるもの、もう一つは1705年の古い地図から複製されたもので「音楽舞台」（見晴らし台）の名前の下に「キオスク」という名前のものが記されていた[42]。
- ピエール・ド・ノラック（英語版）の著書『ラレイン・マリー・アントワネット』によると、マリー・アントワネットが一時期もっとも信頼していた側近グループの中の一人であるヴァンドルイユ伯爵（英語版）は天然痘であばた面をしていた。彼はバスティーユ襲撃の後で、最初の亡命グループとともに宮廷を去った[43]。
- 1905年にプチ・トリアノンの係の人から「岩の橋」（二人があの日に通った橋とは別）の下以外に水の流れなどあったことはないと聞いていた。ところが、1908年4月にフランス国立図書館で発見した古いMS地図には「岩の橋」や湖の右手に小さな橋が記入されていた[44]。
- 1902年冬に王妃の幽霊が時々、プチ・トリアノンの前のイギリス式庭園（王妃の村里）で座っている姿で現れることがあるという伝説を聞いた。同年にモーバリーはヴェルトミュラー（英語版）が描いたマリー・アントワネットの肖像画を見た。他にもたくさんの肖像画を見たが、この絵だけがあの日に見た女性の顔を思い出させるものだった。（侍女を務めた）カンパン夫人の著書によれば、この肖像画のみが本当の王妃に似ているものだという[45]。
- 調査を続けるうちに多くのフランス人が宮殿でマリー・アントワネットの幽霊に出会っているのだということ、そしてフランス人の間でこの幽霊の話は昔から公然の秘密とされてきたこともわかった。プチ・トリアノンは宮廷の喧騒を逃れたかった彼女が一人静かに過ごした場所で、宮殿の中で最も愛した場所だった[46]。

## 体験の公表
1911年1月にエリザベス・モリソンとフランシス・ラモントのペンネームで出版された二人の共著『アン・アドベンチャー』はセンセーションを巻き起こし、翌2月に早くも2回増刷され、3月にも増刷された。二人の本名はジュールダンの死から7年後の1931年まで公表されなかった。
出版直後にイギリス心霊現象研究協会（SPR）はヴェルサイユに調査班を派遣してその調査報告を同協会の機関紙（1911年11月号）に掲載したが、現象をどう解釈すべきかといった結論は述べられなかった。「我々は記憶の正体についてまだよく知らない。だから何と解釈していいかわからない」と結んでいる。
どちらの女性も冒険の前後に数多くの超常現象を体験していることが報告されている。そのうちの一つとして、モーバリーは1914年にルーヴル美術館で金の王冠をかぶり、トーガを身にまとった並はずれた背の高さの男性、ローマ皇帝コンスタンティヌス1世の幽霊を見たと主張した。彼女以外は誰もこの幽霊の姿を確認することができなかった。
ジュールダンは1915年にモーバリーの後任のプリンシパルに就任し、第一次世界大戦中にドイツのスパイがカレッジ内に潜んでいると確信するに至った。彼女は独裁的傾向を強めた後、多数の教員の辞任を引き起こした自身のカレッジでの指導権に関連したカレッジスキャンダルのまっただ中の1924年に急逝した。モーバリーはその13年後の1937年に亡くなった。
1981年にイギリスでこの冒険の物語を題材としたテレビ映画『ミス・モリソンズ・ゴースツ』が放送された。

## いくつかの解釈
現在においてタイムスリップと呼ばれているものに巻き込まれ、過去の亡霊を見たという二人の女性による説明とは異なる非自然的現象の説明は1965年にフランスの退廃的な詩人ロベール・ド・モンテスキューの伝記を執筆したフィリップ・ジュリアンによってなされた。モーバリーとジュールダンがヴェルサイユに旅行した時期にモンテスキューは近くに住んでおり、宮殿の敷地内で仮装パーティーを行っていたことを伝えている。モンテスキューの友人はパーティーの余興の一部としてこの場所で時代物の衣装に身を包み、活人画を演じた。マリー・アントワネットだと思われた女性は社交界の婦人あるいは異性装、あばた面の男性はモンテスキューだったかもしれない。また、フランスの退廃的なアバンギャルドは二人のエドワード朝（Edwardian era）の独身婦人に不吉な印象を与えていたかもしれなかった。『アン・アドベンチャー』第4版の著作権を所有する美術史家のジョーン・エヴァンスはこの説明を受け入れた。
心霊主義者の今村光一は超常現象の分野でもこれまでぶつかったことがない、極めて珍しい実例だとしている。二人揃ってロシア革命の状況をどの歴史書にも書かれていないぐらい細かく見たアレックス・タナウスのようなサイキックな能力の持ち主だったとは考えにくいことから、タイムスリップよりも二人がフランス革命時代の生まれ変わりと考える方がまだ現実味がありそうだと述べている。
テリー・キャッスルは懐疑的な見方を示した。二人の女性がレズビアンな感情から感応精神病を発症し、妄想を共有していた可能性があると指摘している。
ブライアン・ダンニングはポッドキャスト「Skeptoid」において、二人の女性が多くの議論を交わしてノートを共有し、歴史的調査をもとに彼女たちが見た何人かの人物を特定していったが、その解釈が誤りだったと結論づけた。彼は『アン・アドベンチャー』第2版でモーバリーがヴェルサイユを訪問してから3か月が経過するまでスケッチをしていた女性については言及していないのとジュールダンもそのことを覚えていなかったこと、モーバリーとジュールダンのどちらも一方が覚えていたことの多くを覚えていなかったことが明らかにされていると指摘している。